# 復興北路

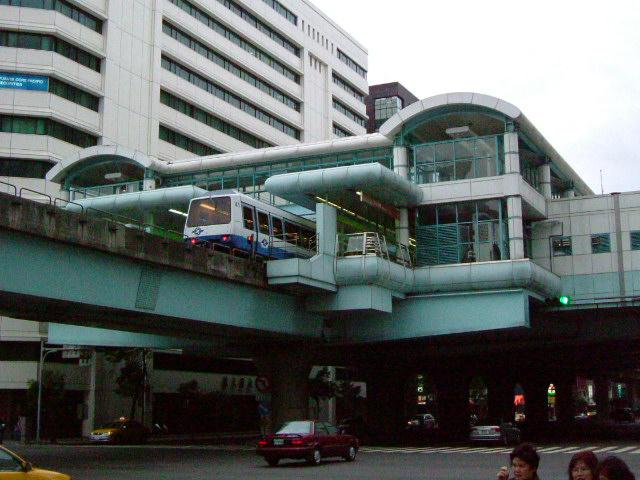
復興北路一景 （南京復興站）及台北市公共自行車租賃系統捷運南京復興站

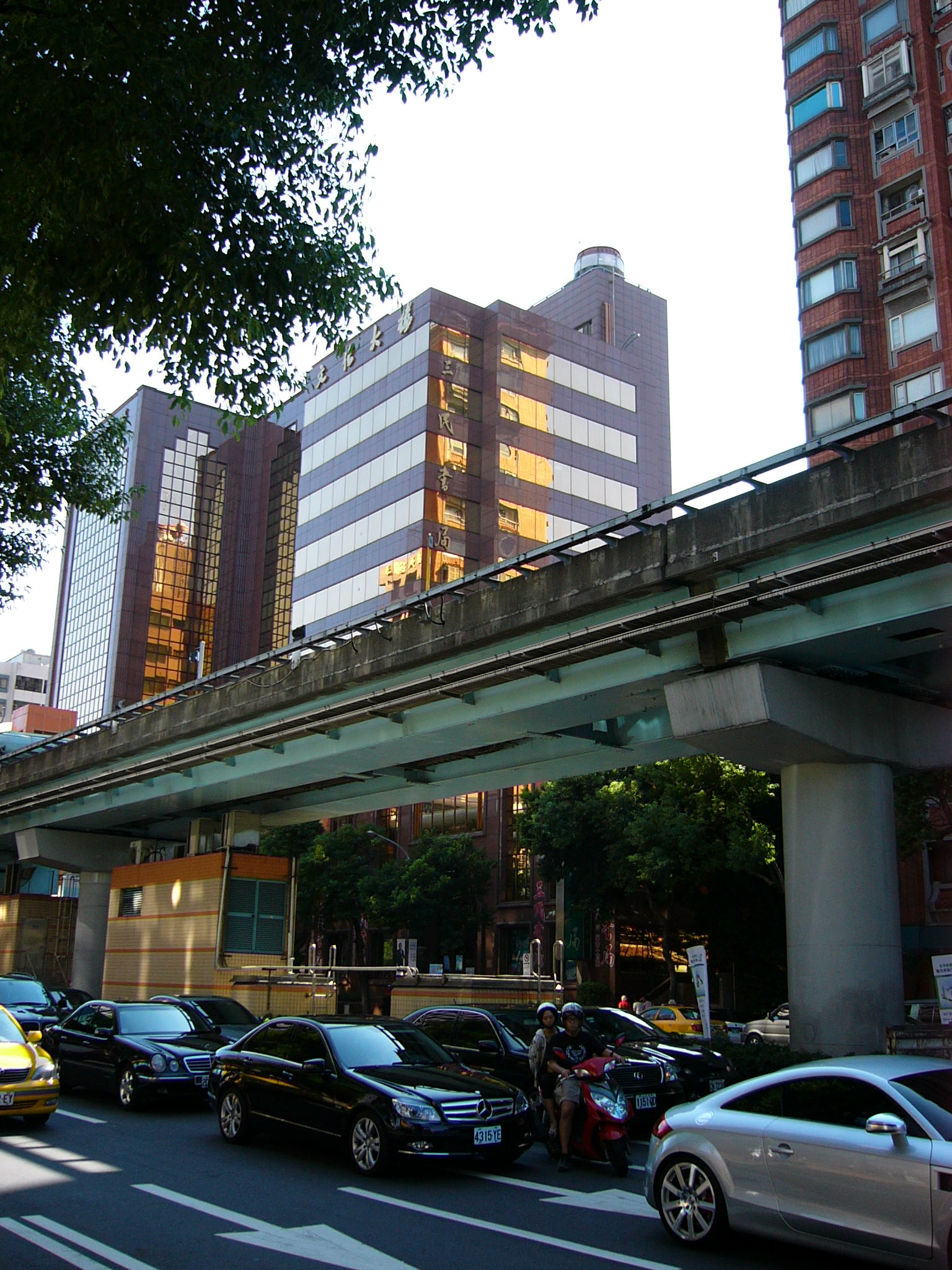
台北市復興北路「文化大樓」是三民書局總部及復北門市所在地

復興北路為臺北市的重要幹道之一，呈南北向，北抵民族東路，南於八德路二段與復興南路相接。台北捷運文湖線（中山國中站—南京復興站段）即位於復興北路上方，並設置了2座車站。此外復興北路北邊的地下道穿越松山機場並連接大直，是目前國內唯一一條在營運中機場跑道下方完成施工的地下車行地下道。

## 行經行政區域
由北至南，以復興北路車行地下道為界，以北為中山區，以南的西側為中山區，東側為松山區。
- 中山區
- 中山區西側、松山區東側

## 沿線設施
（由南至北）

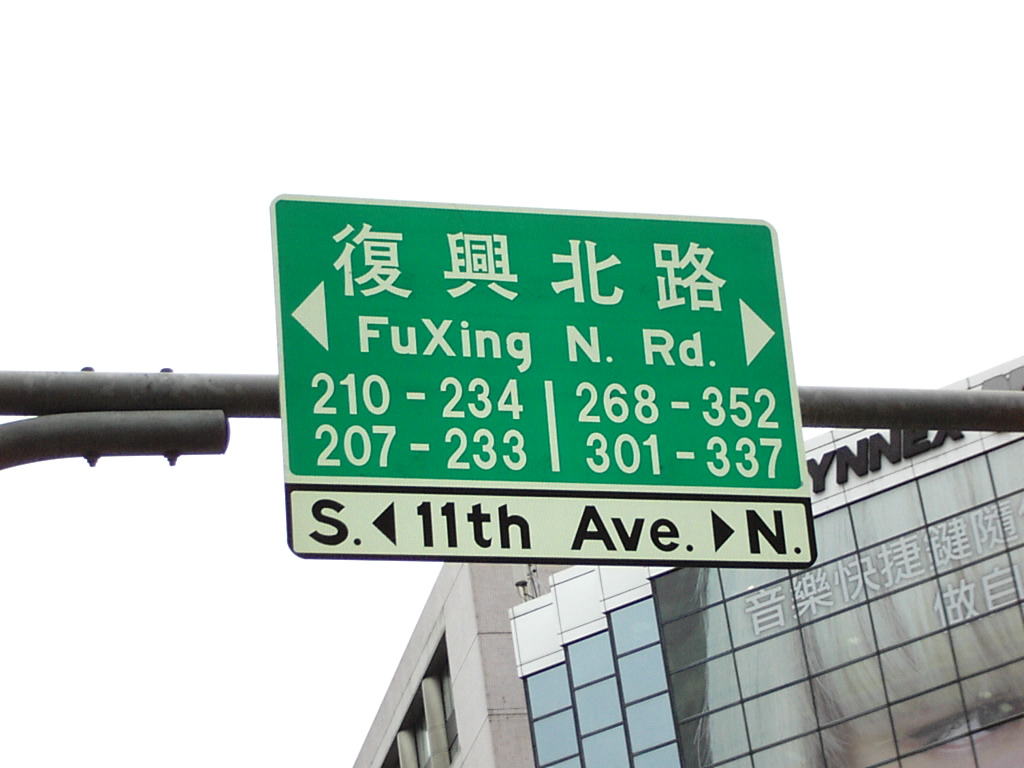
復興北路的路標牌

- 花旗(台灣)銀行復興分行(原為華僑銀行分行)(1號)
- 星聚點KTV復興館(原中興百貨復興店A館)(15號)
- 台灣中油復興北路站(31號)
- 中華郵政臺北中崙郵局(40號)
- 合作金庫銀行台北分行大樓（55號）
- 董氏基金會(57號12樓之3)
- 台灣血液基金會台北捐血中心長春捐血室(69號5樓)
- 捷運南京復興站(站體位於復興北路；地址為南京東路三段253號)
- 台北市公共自行車租賃系統捷運南京復興站
- 台北馥敦飯店復北館（315號）
- 臺北市立中山國民中學(361巷7號)
- 捷運中山國中站(376號)
- 台北市公共自行車租賃系統民權復興路口站
- 三民書局總公司及復北門市（386號，文化大樓）
- 臺北市立五常國民中學(430巷1號)
- 復興北路車行地下道(穿越臺北松山機場)
- 臺北松山機場跑道